# Mentor Kiadó
A Mentor Kiadó marosvásárhelyi székhelyű könyvkiadó, a teljes Wass Albert életműsorozat megjelentetője. 1992-ben alakult. 2013-ban csődvédelmet kért, majd 2015 februárjában csődeljárás alá helyezték.

## Története
Történelmi, néprajzi, művészettörténeti és szépirodalmi könyvek kiadásával foglalkozott. Fénykorában, 1998-2007 között, évente 40-50 könyvet jelentetett meg. Közszolgálati feladatokat is ellátott: olyan kiadványokat is megjelentetett illetve finanszírozott, melyek előre láthatólag veszteségesek voltak. A kiadó főszerkesztője Káli Király István író volt.